# Secrétariat du Cabinet des ministres de l'Ukraine
Le Secrétariat du Cabinet des ministres de l'Ukraine (en ukrainien : Секретаріат Кабінету Міністрів України) est un organe qui assure les activités essentielles au Cabinet des ministres de l'Ukraine.

## Aperçu
L'objectif principal du secrétariat est le soutien organisationnel, juridique, informationnel, matériel et technique pour le Cabinet des ministres de l'Ukraine, les comités gouvernementaux, le Premier ministre d'Ukraine, le premier vice-premier ministre, les vice-premiers ministres, le ministre du Cabinet des ministres de l'Ukraine et les ministres sans portefeuille.
Dans ses actions, le Secrétariat coopère avec l'administration présidentielle de l'Ukraine, le Bureau de la Verkhovna Rada, le Bureau du Conseil de la sécurité nationale et de la défense de l'Ukraine, les ministères et autres organes centraux du pouvoir exécutif, le Conseil des ministres de Crimée et d'autres administrations publiques régionales (oblasts et villes), ainsi que d'autres institutions étatiques, organes d'une autonomie locale, syndicats publics, entreprises, institutions et organisations.

## Composition
- Direction
  - Ministre du Cabinet des ministres[1]
  - Premier adjoint du ministre
  - Autres députés
- Services de mécénat
  - Bureau du Premier ministre de l'Ukraine
  - Service du Premier Vice-Premier Ministre
  - Services des vice-premiers ministres
  - Service du Ministre du Cabinet des Ministres
- Divisions structurelles - bureau, départements, agences et bureaux indépendants et autres sous-divisions